# Fedbi Osman
Fedbi Osman (n. 5 august 1958  Constanța, România) este un fost deputat român în legislatura 1996-2000, ales în județul Constanța pe listele partidului Uniunea Democrată Turcă din România. Febdi Osman a fost membru în grupurile parlamentare de prietenie cu Republica Turcia și Republica Portugheză.